# 吳禮
吳禮（1411年—？），字貴和，直隸常州府武進縣人，民籍。明朝政治人物。進士出身。

## 生平
正統六年（1441年）辛酉科應天府鄉試第六名。正統十三年（1448年）戊辰科會試第一百七名，殿試登進士第二甲第三十四名。

## 家族
曾祖吳文卿。祖父吳子華。父亲吳士誠。